# 892

## Догађаји
- Википедија:Непознат датум — Владавина династије Абасида у Багдаду.

- Источнофраначке снаге и њихови мађарски савезници упадају у Велику Моравску.
- Владимир, владар (књаз) бугарског царства, потписује војни савез са Арнулфом од Корушке из Источнофраначког краљевства. Овај савез ради против провизантијске политике његовог оца.
- Српски кнез Петар Гојниковић долази у Србију и заузима престо Кнежевине Србије. Он збацује кнез Прибислава, а Прибислав, Бран и Стефан се склањају у Бугарску.
- Јесен – Викиншке снаге са флотом од 250 дугих бродова стиже на ушће реке насеља Лимпне (Источни Кент). Они нападају мало утврђење (звано Еорпебурнан).
- Викиншки нападачи (80 бродова) под Хаштајном стижу у ушће Темзе и постављају логор у Мидлтону. Краљ Алфред Велики одлучује да постави своју војску у шуму Веалден.
- Април – Ел-Мутадид, регент Абасидског калифата, уклања свог рођака Ел-Муфавада од сукцесије. Он сам постаје калиф, након смрти Ел-Мутамида, враћајући престоницу из Самаре у Багдад.
- Мај – Ибрахим II, Аглабидски емир Ифрикије, шаље велику војску у Палермо, да наметне арапску власт из Каируана. Након устанка, Сицилијанци дају понуду за независност.
- Лето – Персијско племство поставља Исмаила ибн Ахмада, бившег гувернера Трансоксијане, за владара (емира) Саманидског царства, након смрти његовог брата Насра I.
- Бивши генерал краљевства Сила Кион Хвон заузима градове Вансању и Мујињу, преузимајући територију Баекје. Он добија подршку народа, и проглашава се за краља.

- Неуспех преговора у Баварској између Арнулфа Корушког и великоморавског кнеза Сватоплука I. У јулу се наставља рат између Немачке и Велике Моравске. Арнулф Корушки је, након тога, напао Велику Моравску. Склопио је савез са Мађарима против моравског кнеза Сватоплука.